# Doctor of Philosophy

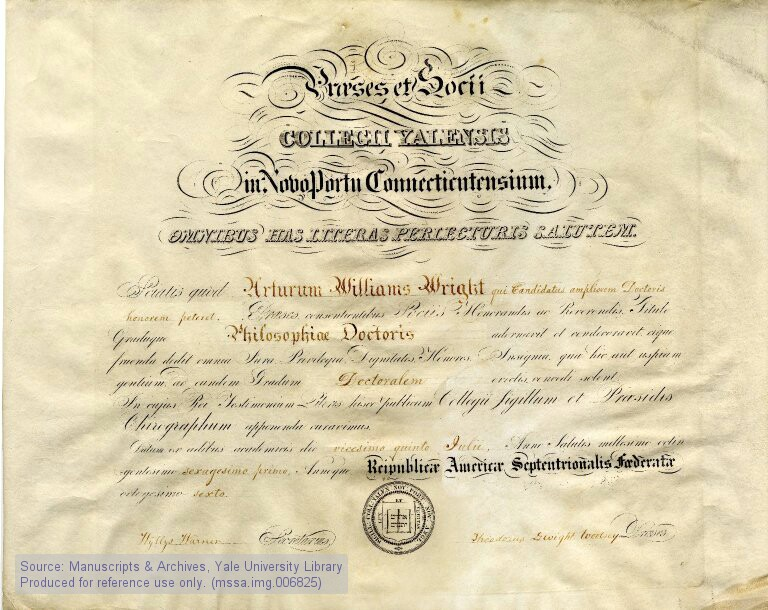
1861年にイェール大学で授与された学位記。ラテン語で Philosophiae Doctoris と書かれているのが見える。

Doctor of Philosophy とは、日本における「博士」と同種の学位。専攻領域において学識と研究能力があることを証明する、最高の学位である。博士論文の審査に合格することが学位授与の要件となる。
省略形は「PhD」「DPhil」など。

## 歴史
近代になって自然科学の発展に伴い、社会科学・人文科学の学術系（Academic）の学問が発展するにつれて、学芸諸般を統べるものとして哲学部が他の3学部と比肩されるに至って、近代西欧語でいうところの大学（universitas）は、真理発見の場とされるようになった。以上のような歴史的な経緯を経て初めて哲学部はPh.D.の学位授与の認定権を獲得したのであり、Ph.D.は、現在では、教養部（Faculty arts and sciences）、物理学、天文学などを含む自然科学（natural science）のみならず、社会科学（social science）や人文科学（Humanities）をも含む広範な学位となっている。
同様の経緯から、ヨーロッパでは、農学部・工学部など新しい職業分野では長らく学位授与が認められず、日本と違い職業系ではM.Eng（Master of Engineering, 工学修士）のみの場合も多い。
これに対し、アメリカではそのような歴史的な区別はなされず、19世紀になってから、ドイツのフンボルト大学を手本に、真理発見に資する学術系の学問であれば広くPh.D.の学位を認めるようになった。現在では、Ph.D.は学術の研究を行う者に与えられており、BA（Bachelor of Arts, 教養学士・文学士〔外国語と哲学を含む〕）、BS（Bachelor of Science, 理学士）、MA（Master of Arts, 文学修士）、M.Sc.（Master of Science, 理学修士）、M.Phil.（Master of Philosophy, 哲学修士）の上位の学位である。そのため、どのような分野の研究にも適応できる学位であるとして「変幻自在な学位」 (the protean Ph.D.) と表現する者もいる。
アメリカのニュースクール大学では、2つ目の博士号に対してD.S.Sc.（Doctor of Social Science, 社会科学博士）を授与してきたが、この制度は廃止された。
ドクターとマスターの問題は、中世の大学の歴史に由来する。もともと大学はギルドの意味で、徒弟制度の下で親方に個人的に認定される免状をとった者をマスターと呼んでいた。もともとマスター（主にパリ大学での呼び方）とドクター（主にボローニャ大学での呼び方）は同じ意味であったが、やがてマスターはドクター以下のものとなっていき、近代に繋がる、バチェラー／マスター／ドクターの三位階制に発展した。
ただし、法務博士 (J.D.) などの職業系の学位は必ずしもこの枠組に当てはまらない。例えばアメリカのM.D. (Doctor of Medicine) や法務博士などの専門職学位はPh.D.とは別の課程であり、学術的には修士相当と見なされている。アメリカの多くのメディカル・スクールでは在籍中に、別に学術系の大学院の課程に在籍して博士号 (Ph.D.) を取得してからM.D.の学位を取得する場合が多い（アメリカの医学教育を参照）。また、イギリスでは外科医（産科、泌尿器科などを含む）に対する正しい敬称はマスターではなくミスターである。これはかつて、外科医は徒弟制度の下で訓練されていたという歴史的経緯の名残である。ドイツではドクターの敬称を付されるのは博士号を保持する医師だけである。

## 各国におけるPh.D.

### アメリカ合衆国
アメリカ合衆国での最初のPh.D.は、1861年にイェール大学が神学、古典語、物理学の3分野で3件授与したのが初めてである。当初は分野も数も限られていたが、ジョンズ・ホプキンズ大学がPh.D.の授与制度の改革を行い、大学院教育と奨学金を組み合わせることによって広く全土に広まった。
アメリカ合衆国におけるPh.D.の授与を受けるための大学院の課程は、日本の大学院の前期2年・後期3年の区分を設けない博士課程（一貫制博士課程）に似ており、大学（の学部）を卒業した者であれば入学できる。
一般的に、Ph.D.の授与を受けるには、所定の在学期間 (minimum residence) の後、所定科目の筆記試験および口頭試験に合格した者 (Ph.D. candidate) のみが3年から5年以内に博士学位請求論文 (dissertation) を提出し、数人の研究者で構成される審査委員会の口頭試問 (defence) に合格する必要がある。
アメリカ合衆国では、Ph.D.の授与を受けるためには最低でも3年の在学期間が必要とされているが、Ph.D.の取得には平均して7.5年かかるといわれる。入学者の半分は卒業せず辞めていくと言われている。なお、日本とは異なり、アメリカ合衆国では、心理学、文学、教育学などの文科系のPh.D.の方が、理科系のPh.D.よりも多い。
アメリカ合衆国では、かつての日本における「理学博士」（現在では「博士（理学）」）や「工学博士」（現在では「博士（工学）」）と同じく、専攻分野ごとに異なっている（たとえば教育学分野における博士は、一般的に Ed.D.〔教育学博士〕と呼ばれる）が、アメリカ合衆国教育省 (U.S. Department of Education) および全米科学財団 (National Science Foundation) は、これらの学位を特別に区別せずPh.D.と等価のものとみなしている。

### 日本
Ph.D.が「Doctor of Philosophy」の略称であることから、かつては「哲学博士」と翻訳されることがあった。1975年の学位規則改正によって、学際的な分野を扱う大学院の博士課程を修了した者に対して「学術博士」（現在の「博士（学術）」）の学位の授与も行われるようになった。しかし表記法として学位＝Ph.D.ではないにもかかわらず濫用されている。本来は取得した分野のDr.で表記されるべきものである。
日本では、課程博士（大学院博士課程〔標準で3年以上〕で必要単位を取得後博士論文審査に合格したものに授与される）と、論文博士（博士課程に進学せずに大学院に論文提出し、博士審査に合格したものに授与される）がある。3年以上博士課程に在学し必要単位は取得しているものの博士論文を提出せずに退学する者（いわゆる満期退学又は単位取得後退学などと呼称）の割合は卒業者全体の30-40%程度である。かつては、文系学位の取得は極めて困難であり、例えば博士（文学）については全単位取得者の70-80%程度が単位取得退学者となる。近年では、課程在学中に博士論文執筆と提出および合否判定を行うように大学院の指導が変わってきており、欧米等の水準と同じような学位の授与が行われるようになってきている。